# Lake Seneca (Ohio)
Lake Seneca é um lugar designado pelo censo localizado no condado de Williams no estado estadounidense de Ohio. No Censo de 2010 tinha uma população de 465 habitantes e uma densidade populacional de 100,41 pessoas por km².

## Geografia
Lake Seneca encontra-se localizado nas coordenadas 41° 39′ 55″ N, 84° 38′ 31″ O. Segundo o Departamento do Censo dos Estados Unidos, Lake Seneca tem uma superfície total de 4.63 km², da qual 4.48 km² correspondem a terra firme e (3.36%) 0.16 km² é água.

## Demografia
Segundo o censo de 2010, tinha 465 pessoas residindo em Lake Seneca. A densidade populacional era de 100,41 hab./km². Dos 465 habitantes, Lake Seneca estava composto pelo 99.35% brancos, o 0% eram afroamericanos, o 0% eram amerindios, o 0% eram asiáticos, o 0% eram insulares do Pacífico, o 0.43% eram de outras raças e o 0.22% pertenciam a duas ou mais raças. Do total da população o 1.72% eram hispanos ou latinos de qualquer raça.